# Giovanni Lindo Ferretti
Giovanni Lindo Ferretti, all'anagrafe Lindo Giovanni Ferretti (Cerreto Alpi, 9 settembre 1953), è un cantautore, scrittore, attore ed ex attivista italiano, noto soprattutto per essere stato cantante e paroliere nella band CCCP - Fedeli alla linea e nelle sue successive "incarnazioni" (CSI, PGR).
È considerato uno dei padri del punk italiano.

## Biografia

### Carriera
Nasce e cresce a Cerreto Alpi, piccolo paese dell'Appennino tosco-emiliano, in provincia di Reggio Emilia. Nonostante l'interesse per le lingue e le culture orientali, decide, nel 1972, di iscriversi al neonato DAMS all'Università di Bologna; questa decisione, come confessa in un'intervista, non era motivata dall'interesse per il curriculum degli studi, ma dalla scelta della "città in cui vivere", appunto Bologna . All'università segue il corso di etnomusicologia di Roberto Leydi, disciplina che lo influenzerà fortemente nella vita e nella carriera . Rimane a Bologna per tre anni, viaggiando comunque per l'Europa, come studente e militante di Lotta Continua; decide poi di lasciare la città universitaria per ritornare nel suo paese natale, da dove comincerà a lavorare come operatore psichiatrico per cinque anni nella provincia. Abbandonata l'Italia, vagabonda in giro per l'Europa. Giunto a Berlino con l'interesse per il punk tedesco, incontra Massimo Zamboni, con il quale nel 1982 fonda i CCCP - Fedeli alla linea, ampiamente considerato uno dei più importanti gruppi italiani degli anni ottanta. Scioltisi nel 1990, ritorna a Cerreto; nel 1992, sempre con Massimo Zamboni, fonda il Consorzio Suonatori Indipendenti (C.S.I.) assieme a Gianni Maroccolo e Francesco Magnelli, fuoriusciti dai primi Litfiba.

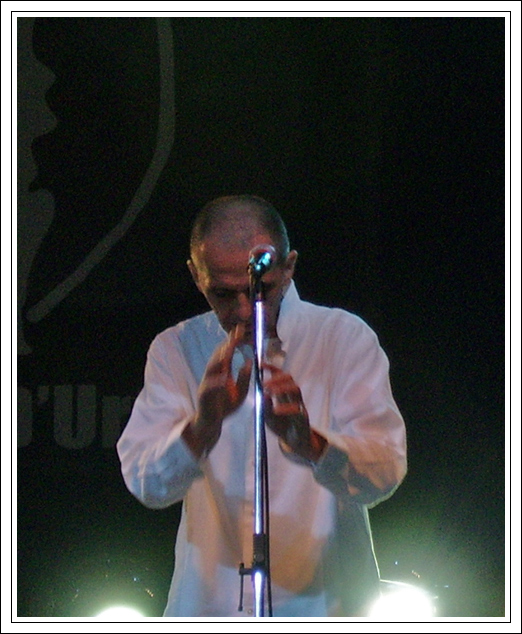
Giovanni Lindo Ferretti live nel 2008 con i PGR

Nel 2000 ha pubblicato il resoconto del viaggio effettuato in Mongolia con Massimo Zamboni, nel libro scritto a quattro mani In Mongolia in retromarcia. Nel 2002 gli viene asportata una voluminosa (diametro riferito: 12 cm) massa polmonare: all'intervento si rivelerà essere un tumore benigno di origine pleurica. Nel 2002 si sciolgono i C.S.I. Dopo l'album da solista Co.Dex, con alcuni ex-componenti dei C.S.I. (Giorgio Canali, Maroccolo, Magnelli e Ginevra Di Marco), Ferretti fonda i Per Grazia Ricevuta (P.G.R.) interessandosi soprattutto alla musica sperimentale.
Nel 2002 scrive assieme ad Ambrogio Sparagna e alla Bosio Big Band, lo spettacolo Attaranta, Tradizione e Tradimenti dove esegue brani della cultura popolare assieme a brani presi dal suo repertorio, completamente riarrangiati.
È del 2003 l'album Iniziali: BCGLF tratto dall'omonimo spettacolo messo in scena con l'aiuto del regista Giorgio Barberio Corsetti e lo scenografo Cristian Taraborrelli. Nello stesso anno scrive assieme a Teresa De Sio, Craj domani. Storie di cantori, cavalieri e pizzicate, spettacaolo che vedrà la partecipazione di Matteo Salvatore, Cantori di Carpino e Uccio Alloisi e dal quale verrà anche realizzato un film.
Nel 2004 ha pubblicato in coppia con Ambrogio Sparagna l'album Litania che accanto alle preghiere tradizionali propone frammenti del repertorio dei CCCP e dei C.S.I. Del 2004 è anche il secondo disco in studio con i P.G.R.
Nel 2005 ha portato in giro per l'Italia gli spettacoli Falce e Martello. Falciati e martellati. Requiem per una civiltà con Ambrogio Sparagna e Pascolare parole, allevare pensieri con Lorenzo Esposito Fornasari, Raffaele Pinelli e Ezio Bonicelli. Il 2006 lo ha visto impegnato nel tour Ripasso / Ribassi - Saldi, fino ad esaurimento scorte con i PGR. Nel 2007 a seguito della pubblicazione del suo primo libro Reduce nel quale descrive la sua nuova poetica esistenziale attraverso una biografia fitta di memorie d'infanzia, poesie e anatemi sulla società contemporanea, propone un nuovo tour di uno spettacolo omonimo, con la stessa formazione di strumenti di "Pascolare".
Del 2008 è lo spettacolo Bella gente D'appennino, con Ezio Bonicelli al violino, ma riduce al minimo i suoi impegni per assistere i suoi familiari, pur continuando a scrivere, a tenere concerti, a comporre con Gianni Maroccolo e Giorgio Canali brani dei PGR, a presentare letture in teatro, seguire giovani autori e partecipare a iniziative di carattere culturale e religioso oltre a eventi che hanno per soggetto le sue più grandi passioni: la storia dell'Emilia, i cavalli, la Resistenza cattolica, l'Appennino tosco-emiliano.
Con l'uscita nel 2009 dell'album Ultime notizie di cronaca i P.G.R. si sciolgono.
Nel 2011 ritorna sui palchi italiani con il tour "A cuor contento" presentando un repertorio ampio che abbraccia i trent'anni della sua carriera, a partire dai CCCP - Fedeli alla Linea, passando attraverso C.S.I. e P.G.R. fino ad arrivare agli ultimi progetti solisti. In scaletta anche alcune canzoni mai eseguite dal vivo, come quelle di Co.Dex. (1999) e dell'ultimo disco dei P.G.R, Ultime notizie di cronaca (2009). Sul palco con lui: Ezio Bonicelli e Luca A. Rossi, entrambi ex componenti degli Üstmamò. Nel 2015 Ferretti e Zamboni annunciano un ritorno insieme sullo stesso palco, non accadeva dal 1999, in occasione della lettura a due voci di L'eco di uno sparo. Cantico delle creature emiliane, il libro di Zamboni pubblicato da Einaudi a fine marzo.
Il 27 aprile 2020 pubblica a sorpresa, su Doppiozero il brano Malaria
Artisticamente si può considerare uno dei padri del punk italiano ("punk filo-sovietico e musica melodica emiliana" come dichiarava ai tempi dei CCCP) e con i CCCP punto di riferimento per il mondo della musica alternativa in Italia. La storia dei CCCP-C.S.I. segna una tappa decisiva nel rock italiano. Attualmente vive a Cerreto Alpi, dove scrive, compone musica, collabora con la Comunità Montana e le associazioni culturali locali e alleva i suoi cavalli.

### Impegno politico e civile
Di formazione cattolica, nei primi anni '70 si avvicina a Lotta Continua e ne rimane militante fino al suo scioglimento. Successivamente si iscrive al Partito Comunista Italiano. Con il Consorzio Suonatori Indipendenti e l'amministrazione di Correggio ha organizzato il 25 aprile 1995, in occasione del cinquantesimo anniversario della liberazione dal fascismo, Materiale resistente, un concerto collettivo (tra gli altri, Marlene Kuntz, Disciplinatha, Üstmamò, Africa Unite, Yo Yo Mundi) con oltre 5.000 persone. Nel giugno 2000 ha organizzato un concerto per l'Africa poi finito in rissa. Jovanotti, ospite dell'evento, si è espresso a tal proposito con queste parole: «È stato coraggioso Giovanni Lindo Ferretti a far salire sullo stesso palco Salif Keïta principe dell'Africa subsahariana e Khaled, dell'Africa del Nord, l'Africa degli arabi, quelli del Nord, non so se mi spiego».
Nel 2005 si espresse a proposito del referendum sulla procreazione assistita dichiarando di essere favorevole all'astensione, la qual cosa gli attirò dure critiche da Liberazione. Ha poi dichiarato di aver votato per la coalizione di centrodestra, specificatamente per l'UdC, nelle elezioni dell'aprile 2006, lasciando dietro a sé i suoi vecchi ideali e deludendo molti dei suoi ammiratori. Durante l'8 marzo del 2008 Ferretti ha partecipato a una manifestazione indetta dalla lista antiabortista creata da Giuliano Ferrara, pronunciando un discorso a favore delle istanze di tale movimento politico. In vista delle elezioni regionali del 2010 ha affermato di aver deciso di votare, come già fatto in passato, per la Lega Nord. In un'intervista rilasciata a la Repubblica XL (n.75 dell'aprile 2012) in occasione dell'uscita del disco A cuor contento ha inoltre asserito di aver votato per la Lega in quanto era l'unico partito schierato contro tecnocrati e banchieri.
Nel suo terzo libro Barbarico del 2013 dichiara - dopo il voto alla Lega Nord - quello a Fratelli d'Italia. Successivamente parteciperà alla festa estiva Atreju, organizzata da Giorgia Meloni. In occasione della seconda partecipazione ad Atreju nel settembre del 2015 si è dichiarato in disaccordo con le politiche governative, soprattutto in tema di immigrazione, affermando che "i governanti dovrebbero pensare innanzitutto al benessere dei propri concittadini, solo dopo a quello degli altri", affermando inoltre che ad eventuali elezioni politiche avrebbe votato nuovamente per una coalizione di centrodestra. Alle elezioni comunali del 2016 del comune di Ventasso ha dichiarato il suo appoggio alla lista civica Vivere Ventasso, per contrapporsi al Partito Democratico. In un'intervista del novembre 2016 rilasciata al quotidiano La Verità il cantautore ha criticato Hillary Clinton e Papa Francesco.. Nel marzo 2020, in un'intervista rilasciata a Rolling Stone Italia, torna ad affrontare l'argomento politico dichiarandosi nuovamente vicino alle idee di Matteo Salvini e Giorgia Meloni esprimendo forte rammarico per la sconfitta della coalizione di centrodestra alle recenti elezioni regionali in Emilia-Romagna. Nella medesima intervista ribadisce inoltre una scarsa vicinanza alla Chiesa di Papa Francesco.. Alle elezioni nazionali del 2022 ha confermato il voto per Giorgia Meloni. Nonostante una certa discontinuità di pensiero su alcuni aspetti, come l'aver abbracciato la causa israeliana dopo aver in passato sostenuto l'Intifada e la Palestina, secondo alcuni ci sarebbe un filo conduttore tra alcune delle odierne posizioni politiche di Ferretti e quelle esplicitate già dalla fine degli anni '80, come il comunitarismo e le critiche alla globalizzazione, al consumismo e alla modernità: dopo alcuni viaggi nei territori della ex Unione Sovietica e della ex Jugoslavia, avvenuti intorno alla prima metà degli anni '90, Ferretti, per sua stessa ammissione, avrebbe maturato idee di forte critica verso quelle società e l'appoggio a queste dato da una parte delle sinistre dell'Occidente, tanto da riposizionarsi su posizioni di stampo conservatore..

### Cattolicesimo
Ferretti afferma di essersi riavvicinato al cattolicesimo già intorno alla fine degli anni '80. L'amico Giorgio Canali ha sottolineato la sostanziale continuità della presenza religiosa nel pensiero di Ferretti: delle controverse prese di posizione da parte di Ferretti, Canali si è sempre dichiarato poco sorpreso, asserendo anzi la coerenza del cantautore: «quello che Giovanni ha detto io lo so da venti anni, siete voi che vi fate distrarre dal buco nero dei suoi occhi...». Lo stesso Ferretti ad esempio, in un'intervista dell'agosto 1989 dopo il concerto dei CCCP a San Canzian d'Isonzo disse: «io ad ogni modo sono religiosissimo, oltre ad essere iscritto al PCI e a fare il cantante dei CCCP. Se m'aspetto che qualcuno mi dica qualcosa me l'aspetto da un uomo di religione, non me l'aspetto da un altro. Gli altri - ci ho già pensato - non hanno niente da dirmi».
Ha partecipato all'edizione 2007 del Meeting di Rimini di Comunione e Liberazione, parlando ad un incontro sui preti della Fraternità sacerdotale di San Carlo Borromeo. Dal 4 settembre 2011 al 29 luglio 2012 ha collaborato con il quotidiano cattolico Avvenire, pubblicando la rubrica Dal crinale.

### L'impegno artistico in favore della spiritualità del Tibet, del Nepal e delle minoranze etniche della Thailandia
Tra il 2012 e il 2016 Giovanni Lindo Ferretti collabora con la formazione musicale degli Stenopeica, che da anni si muove nella ricerca sperimentazione musicale, affiancando la conoscenza dei patrimoni musicali dell'Asia con la creazione di musica etnica e contemporanea. Da questa collaborazione, a cui partecipano tra l'altro anche Franco Battiato e Teresa De Sio, nascono, nel 2012, due CD: Kathmandu: eclissi delle due lune e Kathmandu: Disiecta membra.

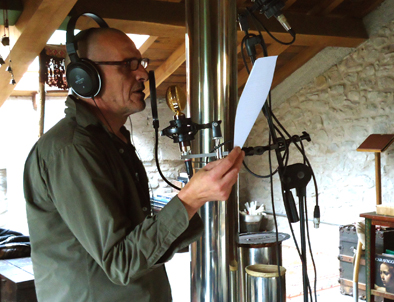
Giovanni Lindo Ferretti durante la registrazione delle opere dedicate a Kathmandu

Nel 2016 Giovanni Lindo Ferretti partecipa artisticamente alla creazione di un'opera letteraria e musicale (libro con CD), sempre realizzata dalla formazione italiana degli Stenopeica: Kathmandu: diario dal Kali Yuga.
Sempre sul versante della divulgazione della cultura e della spiritualità dell'Asia, Ferretti partecipa inoltre alla realizzazione di un cortometraggio in pellicola Super-8 di Martino Nicoletti 'Non devo guardarti negli occhi' dedicato al turismo etnico delle cosiddette Donne Giraffa della Thailandia e contenuto nel volume: Lo zoo delle donne giraffa: un viaggio tra i Kayan del nord della Thailandia. Nel 2022 Ferretti collabora inoltre alla realizzazione di una seconda opera dedicata a questo stesso tema  intitolata Non devo guardarti negli occhi.

## Discografia

### Album in studio
- 2000 - Co.Dex
- 2013 - Saga. Il canto dei canti

### Album live
- 2004 - Iniziali: BCGLF (con Giorgio Barberio Corsetti)
- 2004 - Litania (con Ambrogio Sparagna)
- 2012 - A cuor contento
- 2018 - Bella gente d'Appennino - Di madri e di famiglie

## Filmografia
- Ahimè - Il congresso del mondo, regia di Claudio Oleari e Benedetto Valdesalici (1983)
- La fine della notte, regia di Davide Ferrario (1989)
- Anime fiammeggianti, regia di Davide Ferrario (1994)
- Tutti giù per terra, regia di Davide Ferrario (1997)
- Intimisto, regia di Licia Eminenti - cortometraggio (2001)
- Paz!, regia di Renato De Maria (2002)
- Perdutoamor, regia di Franco Battiato (2003)
- Il vento, di sera, regia di Andrea Adriatico (2004)
- Craj, regia di Davide Marengo - documentario (2005)
- Non devo guardarti negli occhi: lo zoo delle donne giraffa, regia di Martino Nicoletti - cortometraggio (2011)
- Fedele alla linea, regia di Germano Maccioni - documentario (2013)
- Kissing Gorbaciov, regia di Luigi D'Alife e Andrea Paco Mariani - documentario (2023)

## Opere letterarie
- Giovanni Lindo Ferretti e Massimo Zamboni, Il libretto rozzo dei CCCP e CSI. Tutti i testi e scritti inediti, Giunti, 1998, ISBN 88-09-21372-6.
- Giovanni Lindo Ferretti e Massimo Zamboni, In Mongolia in retromarcia, Giunti, 2000, ISBN 88-09-01639-4.
- Reduce, Mondadori, 2006, ISBN 88-04-56058-4.
- Bella gente d'appennino, Milano, Mondadori, 2009, ISBN 88-04-58264-2.
- Barbarico, Milano, Mondadori, 2013, ISBN 978-88-04-63225-2. BookSources/8804582642
- Annarella Giudici, Giovanni Lindo Ferretti e Rossana Tagliati, Annarella benemerita soubrette. CCCP fedeli alla linea, Quodlibet, 2014, ISBN 8874626231.
- Antonio Contiero (a cura di), Fellegara. Dove sono nati i CCCP Fedeli alla linea. Una storia raccontata da Giovanni Lindo Ferretti, Massimo Zamboni, Annarella Giudici, Zeo Giudici, Umberto Negri e tanti altri., Rimini, NFC Edizioni, 2015, ISBN 9788867260782.
- Franco Arminio, Giovanni Lindo Ferretti, L'Italia profonda, Gog Edizioni, 2019.
- Stenopeica con F. Battiato, G.L. Ferretti e T. De Sio, Nicoletti M. e R. Passuti (2016), Kathmandu: diario dal Kali Yuga (libro + CD), Paris, Le loup des steppes
- Non invano, Mondadori, 2020, ISBN 978-88-04-72932-7.
- Óra. Difendi, conserva, prega, Compagnia editoriale Aliberti, 2022, ISBN 978-88-93-23520-4.
- Giovanni Lindo Ferretti, Michele Petrucci, Tanno, saldaPress, 2024